# Kang Youwei
Kang Youwei, ou  K'ang You-wei (chinois traditionnel : 康有為; chinois simplifié : 康有为), né en 1858 à proximité de Canton (Guangdong) et mort en 1927, était un lettré, calligraphe et théoricien politique chinois.

## Origine
Originaire d’une famille de hauts fonctionnaires, il suit grâce à leurs efforts une formation classique, mais se voit forcé d’interrompre ses études à l’âge de vingt ans et se retire pour un certain temps dans un monastère, ce qui provoquera une altération de ses convictions.

## Débuts politiques
Après de longues études de géographie, d’histoire et de bouddhisme, des voyages l'emmènent à Hong Kong 1879 et en 1882 à Shanghai, dans les territoires sous contrôle étranger.
Il commence alors à critiquer l'administration en place en Chine, responsable selon lui du manque de pouvoir de la Chine face aux forces étrangères. Il adresse alors une lettre à l'empereur, mais celle-ci est interceptée par les hauts fonctionnaires, dont il s'attire cependant la bienveillance. Dans une publication en 1891, il considère comme apocryphes certains classiques attribués à Confucius, mais il reconnait le caractère pratique de l'enseignement de celui-ci.  
Quatre ans plus tard, il reçoit dans le cadre du système de sélection classique un titre de lettré et profite de cette promotion pour rédiger un deuxième courrier adressé au gouvernement. Il propose aux autres lauréats de la signer avec lui. Dans cette lettre, rédigée au lendemain de la défaite de la marine chinoise face au Japon, il critique non seulement la politique étrangère de la Chine, mais demande aussi une réforme de l’appareil étatique, ainsi que de l’appareil gouvernemental et de l’administration. Il y recherche les sources de la puissance occidentale et du Japon et propose que la Chine s’en inspire pour rattraper son retard. Cette deuxième lettre n’arrive de nouveau pas à destination.  Elle provoquera néanmoins son embauche en tant que secrétaire au ministère de la Fonction publique.
Par l’intermédiaire d’une association qu’il fonde, ainsi que d’un magazine, Kang Youwei cherche à propager ses idées. Celles-ci sont bien reçues par les cercles de jeunes intellectuels. Le gouvernement, par contre, réagit par un rejet et une interdiction de cette association et de ce journal.

## Les premières réformes chinoises

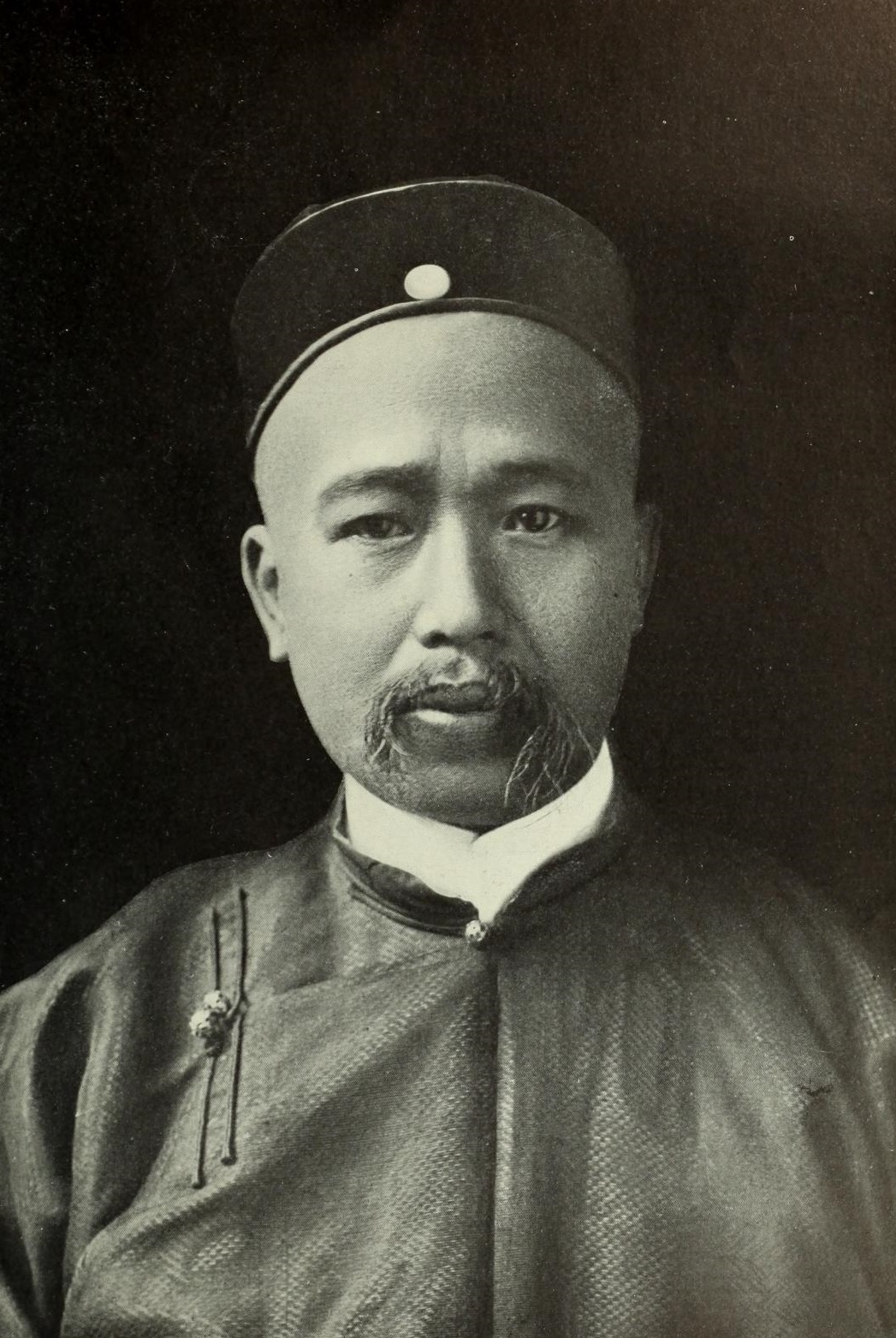
Un autre portrait de Kang Youwei

Sous la pression étrangère qui s'accentue sur la Chine, Kang Youwei se met à rédiger un troisième courrier à l’empereur, présentant des recommandations pour des réformes dans pratiquement tous les domaines, ce qui lui vaut finalement d’obtenir une audience en 1898. Durant la réforme des Cent Jours (juin-septembre 1898), plusieurs réformes se réalisent à son initiative, mais l'impératrice douairière Cixi y met finalement un terme en prenant le pouvoir grâce au soutien du commandant militaire Yuan Shikai. Menacé de mort, Kang Youwei s'enfuit au Japon avec son disciple Liang Qichao. En revanche, son frère Kang Guangren est exécuté par décapitation le 28 septembre 1898, ainsi que cinq autres « Hommes intègres », dont le jeune réformateur Tan Sitong.

## Exil et Révolution de 1911
De là, son voyage se poursuit en direction du Royaume-Uni et du Canada, et, avec sa Société pour la protection de l’empereur, il recherche du soutien dans les rangs des communautés chinoises à l’étranger. De retour à Hong Kong, il organise en 1900 un attentat contre Cixi, qui échoue. De nouveau, il se rend à l’étranger et son chemin le mène en Inde et en Indonésie. Plusieurs de ses œuvres sont publiées. Il y présente des propositions pour une réorganisation de l’État, mais contrairement à Sun Yat-sen, qui opte pour une forme républicaine, Kang Youwei insiste pour préserver la monarchie. Face au désintérêt du gouvernement impérial pour le bien-être de la population, les idées de Sun Yat-sen ont de plus en plus de succès. De son côté, Kang Youwei persiste dans ses idées, même après la révolution de 1911, qui abolit la monarchie.

## Militant d'unemonarchie constitutionnelle
Ce n’est qu’en 1913 que Kang Youwei rentre en Chine. Kang Youwei s'oppose à la tentative par Yuan Shikai de renverser le nouveau gouvernement républicain et de restaurer l'empire à son profit. Il tente ensuite un coup d'État pour restaurer la monarchie aux côtés de Zhang Xun. Le dernier empereur de la dynastie Qing, Puyi, est alors placé sur le trône, après la mort de Yuan Shikai. Mais son règne ne dure que treize jours et Kang Youwei doit à nouveau se réfugier dans l’ambassade des États-Unis. Il s’obstinera malgré tout à propager ses idées, pour finalement s’installer définitivement à Shanghai. Il parvient à y créer une petite communauté de partisans, disposée à soutenir ses théories et publications, jusqu'à sa mort en 1927.